# Strigoderma popillioides
Strigoderma popillioides är en skalbaggsart som beskrevs av Benderitter 1925. Strigoderma popillioides ingår i släktet Strigoderma och familjen Rutelidae. Inga underarter finns listade i Catalogue of Life.